# Indy NXT 2024
De Indy NXT 2024 was het 38e kampioenschap van de Indy NXT. Het bestond uit veertien races: vier ovals, twee stratencircuits en acht wegraces.
Louis Foster werd kampioen met acht overwinningen.

## Teams en rijders
Alle teams rijden met een Dallara-chassis, een AER-motor met 4 cilinders en Firestone-banden.
| Team                            | Nr | Rijders                  | Races         |
| ------------------------------- | -- | ------------------------ | ------------- |
| Abel Motorsports                | 21 | Josh Mason (R)           | 1-2           |
| Abel Motorsports                | 21 | Jordan Missig (R)        | 3-4, 6, 9, 11 |
| Abel Motorsports                | 22 | Yuven Sundaramoorthy (R) | Alle          |
| Abel Motorsports                | 51 | Jacob Abel               | Alle          |
| Abel Motorsports                | 57 | Taylor Ferns (R)         | 10-11, 13-14  |
| Andretti Cape                   | 2  | Salvador de Alba (R)     | Alle          |
| Andretti Cape                   | 3  | Michael d'Orlando (R)    | 1-6, 14       |
| Andretti Global                 | 26 | Louis Foster             | Alle          |
| Andretti Global                 | 27 | Bryce Aron (R)           | Alle          |
| Andretti Global                 | 28 | Jamie Chadwick           | Alle          |
| Andretti Global                 | 29 | James Roe jr.            | Alle          |
| HMD Motorsports                 | 7  | Christian Bogle          | Alle          |
| HMD Motorsports                 | 10 | Reece Gold               | 1-13          |
| HMD Motorsports                 | 10 | Nolan Allaer (R)         | 14            |
| HMD Motorsports                 | 11 | Nolan Allaer (R)         | 1-9           |
| HMD Motorsports                 | 14 | Josh Pierson             | Alle          |
| HMD Motorsports                 | 17 | Callum Hedge (R)         | Alle          |
| HMD Motorsports                 | 18 | Caio Collet (R)          | Alle          |
| HMD Motorsports                 | 23 | Jonathan Browne (R)      | Alle          |
| HMD Motorsports                 | 33 | Niels Koolen (R)         | 1-8, 10       |
| HMD Motorsports                 | 33 | Jagger Jones             | 9             |
| HMD Motorsports                 | 39 | Nolan Siegel             | 1-5           |
| HMD Motorsports                 | 39 | Kiko Porto (R)           | 6             |
| HMD Motorsports                 | 39 | Christian Brooks (R)     | 7-14          |
| HMD Motorsports with Force Indy | 99 | Myles Rowe (R)           | Alle          |
| Juncos Hollinger Racing         | 75 | Ricardo Escotto (R)      | 5, 7-8        |
| Juncos Hollinger Racing         | 76 | Ricardo Escotto (R)      | 12-13         |
| Juncos Hollinger Racing         | 76 | Lindsay Brewer (R)       | 1-8           |
| Miller Vinatieri Motorsports    | 40 | Jack William Miller (R)  | Alle          |

## Races
| Race | Datum        | Circuit                                     | Locatie            |
| ---- | ------------ | ------------------------------------------- | ------------------ |
| 1    | 10 maart     | Stratencircuit Saint Petersburg             | St. Petersburg, FL |
| 2    | 28 april     | Barber Motorsports Park                     | Birmingham, AL     |
| 3    | 10 mei       | Indianapolis Motor Speedway (binnencircuit) | Speedway, IN       |
| 4    | 11 mei       | Indianapolis Motor Speedway (binnencircuit) | Speedway, IN       |
| 5    | 2 juni       | Stratencircuit Detroit                      | Detroit, MI        |
| 6    | 9 juni       | Road America                                | Elkhart Lake, WI   |
| 7    | 22 juni      | WeatherTech Raceway Laguna Seca             | Monterey, CA       |
| 8    | 23 juni      | WeatherTech Raceway Laguna Seca             | Monterey, CA       |
| 9    | 7 juli       | Mid-Ohio Sports Car Course                  | Lexington, OH      |
| 10   | 13 juli      | Iowa Speedway                               | Newton, IA         |
| 11   | 17 augustus  | World Wide Technology Raceway at Gateway    | Madison, IL        |
| 12   | 25 augustus  | Portland International Raceway              | Portland, OR       |
| 13   | 31 augustus  | Milwaukee Mile                              | West Allis, WI     |
| 14   | 15 september | Nashville Superspeedway                     | Lebanon, TN        |

## Uitslagen
| Ronde | Race            | Poleposition   | Snelste ronde | Meeste ronden aan de leiding | Winnaar        | Winnaar          |
| Ronde | Race            | Poleposition   | Snelste ronde | Meeste ronden aan de leiding | Coureur        | Team             |
| ----- | --------------- | -------------- | ------------- | ---------------------------- | -------------- | ---------------- |
| 1     | St. Petersburg  | Nolan Siegel   | Reece Gold    | Nolan Siegel                 | Nolan Siegel   | HMD Motorsports  |
| 2     | Birmingham      | Jacob Abel     | Caio Collet   | Jacob Abel                   | Jacob Abel     | Abel Motorsports |
| 3     | Indianapolis GP | Jacob Abel     | Jacob Abel    | Jacob Abel                   | Jacob Abel     | Abel Motorsports |
| 4     | Indianapolis GP | Jacob Abel     | Louis Foster  | Caio Collet                  | Louis Foster   | Andretti Global  |
| 5     | Detroit         | Louis Foster   | Louis Foster  | Louis Foster                 | Louis Foster   | Andretti Global  |
| 6     | Road America    | Jamie Chadwick | Jacob Abel    | Jamie Chadwick               | Jamie Chadwick | Andretti Global  |
| 7     | Laguna Seca     | Louis Foster   | Louis Foster  | Louis Foster                 | Louis Foster   | Andretti Global  |
| 8     | Laguna Seca     | Louis Foster   | Louis Foster  | Louis Foster                 | Louis Foster   | Andretti Global  |
| 9     | Mid-Ohio        | Caio Collet    | Caio Collet   | Caio Collet                  | Caio Collet    | HMD Motorsports  |
| 10    | Iowa            | James Roe jr.  | Caio Collet   | James Roe jr.                | Louis Foster   | Andretti Global  |
| 11    | Gateway         | Louis Foster   | Louis Foster  | Louis Foster                 | Louis Foster   | Andretti Global  |
| 12    | Portland        | Louis Foster   | Louis Foster  | Jacob Abel                   | Jacob Abel     | Abel Motorsports |
| 13    | Milwaukee       | Louis Foster   | Louis Foster  | Louis Foster                 | Louis Foster   | Andretti Global  |
| 14    | Nashville       | Louis Foster1  | Jacob Abel    | Louis Foster                 | Louis Foster   | Andretti Global  |

## Kampioenschap
| Pos | Rijder               | STP | ALA | IMS | IMS | DET | RDA | LAG | LAG | MOH | IOW | GAT | POR | MIL | NAS  | Punten |
| --- | -------------------- | --- | --- | --- | --- | --- | --- | --- | --- | --- | --- | --- | --- | --- | ---- | ------ |
| 1   | Louis Foster         | 3   | 5   | 7   | 1L  | 1L* | 2   | 1L* | 1L* | 2   | 1L  | 1L* | 2L  | 1L* | 11L* | 639    |
| 2   | Jacob Abel           | 2   | 1L* | 1L* | 2   | 5   | 3   | 3   | 11  | 3   | 15  | 2   | 1L* | 2   | 8    | 517    |
| 3   | Caio Collet          | 7   | 4   | 19  | 3L* | 2   | 5   | 2   | 2   | 1L* | 17  | 14  | 4   | 8   | 3    | 436    |
| 4   | Callum Hedge         | 11  | 9   | 4   | 10  | 3   | 6   | 12  | 16  | 4   | 4   | 5   | 13  | 11  | 16   | 332    |
| 5   | Salvador de Alba     | 9   | 10  | 11  | 9   | 7   | 21  | 11  | 5   | 16  | 3   | 4   | 12  | 3   | 5    | 331    |
| 6   | James Roe jr.        | 16  | 3   | 15  | 4   | 16  | 18  | 5   | 19  | 15  | 2L* | 10  | 16  | 6   | 4    | 316    |
| 7   | Jamie Chadwick       | 20  | 20  | 3   | 16  | 12  | 1L* | 9   | 6   | 10  | 7   | 16  | 14  | 5   | 17   | 310    |
| 8   | Yuven Sundaramoorthy | 12  | 21  | 20  | 21  | 14  | 9   | 4   | 4   | 14  | 10  | 3   | 8   | 7   | 2    | 309    |
| 9   | Bryce Aron           | 19  | 8   | 14  | 19  | 20  | 8   | 16  | 3   | 18  | 8   | 6   | 3   | 4   | 7    | 302    |
| 10  | Reece Gold           | 5   | 11  | 6   | 11  | 6   | 4   | 14  | 18  | 6   | 12  | 12  | 6   | 17  |      | 289    |
| 11  | Myles Rowe           | 8   | 6   | 5   | 7   | 4   | 19  | 6   | 17  | 19  | 18  | 17  | 7   | 15  | 14   | 285    |
| 12  | Christian Bogle      | 10  | 13  | 9   | 15  | 11  | 14  | 7   | 8   | 11  | 6   | 8   | 11  | 14  | 11   | 284    |
| 13  | Jonathan Browne      | 6   | 14  | 8   | 8   | 9   | 17  | 15  | 20  | 7   | 9   | 11  | 10  | 9   | 12   | 279    |
| 14  | Josh Pierson         | 13  | 17  | 21  | 12  | 8   | 7   | 13  | 9   | 9   | 11  | 13  | 9   | 12  | 10   | 264    |
| 15  | Jack William Miller  | 18  | 12  | 16  | 18  | 15  | 15  | 10  | 10  | 12  | 14  | 18  | 15  | 16  | 15   | 216    |
| 16  | Christian Brooks     |     |     |     |     |     |     | 8   | 7   | 5   | 5   | 7   | 5   | 10  | 9    | 208    |
| 17  | Nolan Siegel         | 1L* | 2   | 2   | 5   | 18  | Wth |     |     |     |     |     |     |     |      | 177    |
| 18  | Michael d'Orlando    | 4   | 7   | 12  | 6   | 10  | 11  |     |     |     |     |     |     |     | 6    | 171    |
| 19  | Nolan Allaer         | 14  | 18  | 13  | 17  | 17  | 10  | 20  | 14  | 8   |     |     |     |     | 13   | 158    |
| 20  | Niels Koolen         | 21  | 15  | 10  | 14  | 13  | 13  | 19  | 12  |     | 13  |     |     |     |      | 140    |
| 21  | Lindsay Brewer       | 15  | 19  | 17  | 20  | 19  | 16  | 17  | 15  |     |     |     |     |     |      | 102    |
| 22  | Jordan Missig        |     |     | 18  | 13  |     | 20  |     |     | 17  |     | 9   |     |     |      | 74     |
| 23  | Ricardo Escotto      |     |     |     |     | 21  |     | 18  | 13  |     |     |     | 17  | 13  |      | 59     |
| 24  | Taylor Ferns         |     |     |     |     |     |     |     |     |     | 16  | 15  |     | 18  | 18   | 53     |
| 25  | Josh Mason           | 17  | 16  |     |     |     |     |     |     |     |     |     |     |     |      | 27     |
| 26  | Kiko Porto           |     |     |     |     |     | 12  |     |     |     |     |     |     |     |      | 18     |
| 27  | Jagger Jones         |     |     |     |     |     |     |     |     | 13  |     |     |     |     |      | 17     |
| Pos | Rijder               | STP | ALA | IMS | IMS | DET | RDA | LAG | LAG | MOH | IOW | GAT | POR | MIL | NAS  | Punten |

| Kleur       | Resultaat                       |
| ----------- | ------------------------------- |
| Goud        | Winnaar                         |
| Zilver      | 2de plaats                      |
| Brons       | 3de plaats                      |
| Groen       | 4de en 5de plaats               |
| Lichtblauw  | 6de–10de plaats                 |
| Donkerblauw | Gefinisht (buiten de Top 10)    |
| Paars       | Niet gefinisht                  |
| Rood        | Niet gekwalificeerd (DNQ)       |
| Bruin       | Teruggetrokken (Wth)            |
| Zwart       | Gediskwalificeerd (DSQ)         |
| Wit         | Niet Gestart (DNS)              |
| Blank       | Nam geen deel aan de race (DNP) |
| Blank       | Niet geracet                    |

| Toegevoegde info    |                                         |
| vet                 | Pole positie (1 punt)                   |
| cursief             | Snelste ronde                           |
| L                   | Ronde geleid (1 punt)                   |
| *                   | Meeste ronden aan de leiding (2 punten) |
| 1                   | Geen kwalificatie                       |
| Rookie van het jaar |                                         |
| Rookie              |                                         |

| Kleur       | Resultaat                       |
| ----------- | ------------------------------- |
| Goud        | Winnaar                         |
| Zilver      | 2de plaats                      |
| Brons       | 3de plaats                      |
| Groen       | 4de en 5de plaats               |
| Lichtblauw  | 6de–10de plaats                 |
| Donkerblauw | Gefinisht (buiten de Top 10)    |
| Paars       | Niet gefinisht                  |
| Rood        | Niet gekwalificeerd (DNQ)       |
| Bruin       | Teruggetrokken (Wth)            |
| Zwart       | Gediskwalificeerd (DSQ)         |
| Wit         | Niet Gestart (DNS)              |
| Blank       | Nam geen deel aan de race (DNP) |
| Blank       | Niet geracet                    |

| Toegevoegde info    |                                         |
| vet                 | Pole positie (1 punt)                   |
| cursief             | Snelste ronde                           |
| L                   | Ronde geleid (1 punt)                   |
| *                   | Meeste ronden aan de leiding (2 punten) |
| 1                   | Geen kwalificatie                       |
| Rookie van het jaar |                                         |
| Rookie              |                                         |

| Positie | 1  | 2  | 3  | 4  | 5  | 6  | 7  | 8  | 9  | 10 | 11 | 12 | 13 | 14 | 15 | 16 | 17 | 18 | 19 | 20 | 21 |
| ------- | -- | -- | -- | -- | -- | -- | -- | -- | -- | -- | -- | -- | -- | -- | -- | -- | -- | -- | -- | -- | -- |
| Punten  | 50 | 40 | 35 | 32 | 30 | 28 | 26 | 24 | 22 | 20 | 19 | 18 | 17 | 16 | 15 | 14 | 13 | 12 | 11 | 10 | 9  |

1986 ·
1987 ·
1988 ·
1989 ·
1990 ·
1991 ·
1992 ·
1993 ·
1994 ·
1995 ·
1996 ·
1997 · 
1998 ·
1999 ·
2000 ·
2001 ·
2002 ·
2003 ·
2004 ·
2005 ·
2006 ·
2007 ·
2008 ·
2009 ·
2010 ·
2011 ·
2012 ·
2013 ·
2014 ·
2015 ·
2016 ·
2017 ·
2018 ·
2019 ·
2020 ·
2021 ·
2022 ·
2023 ·
2024 ·
2025

Lijst van coureurs